# Palm OS
Palm OS és un sistema operatiu fet per PalmSource, Inc. per a organitzador personals fabricats per diversos llicenciataris.

## Història

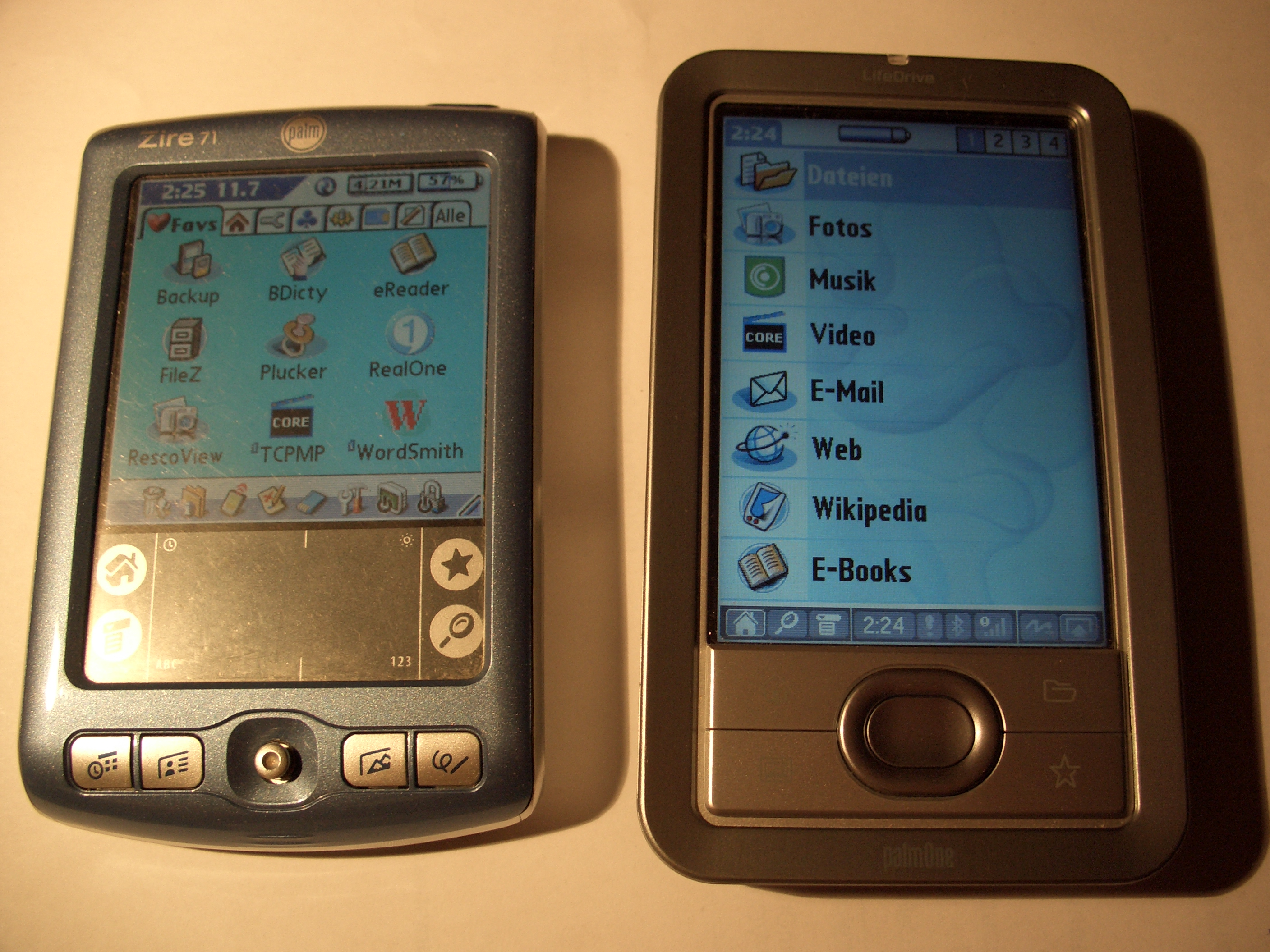
Els programes en un ordinador de butxaca Palm OS es poden mostrar com a icones o com una llista.

El sistema operatiu Palm va ser desenvolupat originalment per Jeff Hawkins per al primer Pilot PDA d'US Robotics. La versió 1.0 venia amb els primers Pilots 1000 i 5000 i la versió 2.0 es presentava amb el Palm Pilot Personal i Professional.
Quan van sortir els Palm de la sèrie III, aquests portaven la versió 3.0 del Sistema operatiu. Posteriorment sortiren les versions 3.1, 3.3 i 3.5, que afegien suport per a color, ports d'expansió múltiples, nous processadors i altres prestacions.
La versió 4.0 va sortir amb la sèrie m500, i més tard va sortir l'actualització per a aparells anteriors. Això afegia una interfície estàndard per a l'accés del sistema d'arxius extern (com targetes SD) i millorava les biblioteques de telefonia, seguretat i millores a la interfície d'usuari.
La versió 5.0 va ser la primera versió que va donar suport a dispositius ARM. Anunciat com a pas important per donar suport als processadors ARM, les aplicacions Palm s'executen en un entorn emulat anomenat l'Entorn de Compatibilitat d'Aplicacions Palm (PACE en anglès), disminuint velocitat però permetent gran compatibilitat amb programes antics. El programari nou pot aprofitar els processadors d'ARM amb ARMlets, petites unitats de codi ARM. Va ser aproximadament llavors quan Palm començava a separar les seves divisions de maquinari i de desenvolupament del sistema operatiu que, finalment, es van convertir en dues empreses separades PalmSource, Inc. (sistema operatius) i palmOne, Inc. (maquinari). Les següents versions de Palm OS 5 han vist una API estandard per a alta resolució i àrees d'entrada dinàmiques així com un cert nombre de millores menors.
Palm OS 5.2 i, més tard, 4.2 inclouen Graffiti 2, a causa de la pèrdua d'un plet de violació amb Xerox. Graffiti es basa en Jot de CIC.
PalmSource, Inc. va presentar Cobalt Palm OS (també anomenat Palm OS 6) als llicenciataris el 29 de desembre, de 2003. Això completarà la migració a aparells amb ARM, i permetrà donar suport a les aplicacions natives ARM i amb suport multimèdia millorat. Actualment cap producte de maquinari encara no fa servir el Cobalt Palm OS. No sembla que cap arribi a utilitzar-ho, amb la compra de PalmSource per Access (una empresa japonesa especialitzada en navegadors per a telèfons mòbils (NetFront)) s'anuncià una nova versió del sistema operatiu per a la fi del 2006, per ser comercialitzat en 2007. Aquesta versió, que s'anomenarà ALP (Access Linux Palm) inclourà un kernel Linux, i suposa un apropament de PalmSource (Access) al món del programari lliure, amb el qui ja col·labora amb algunes iniciatives.

## Aplicacions incloses al Palm OS

### Llibreta d'Adreces
El programa Llibreta d'Adreces del Palm emmagatzema informació personal, en qualsevol de les categories definides per l'usuari. Es mostren les entrades i s'ordenen pels cognoms, i nom (això només es pot canviar a Companyia, Cognoms). Hi ha cinc camps per al telèfon o correu electrònic, cada un dels quals es pot anomenar Feina, a Casa, Fax o Altres, Correu Electrònic, Principal, cercador de persones o Mòbil (els noms dels camps no es poden canviar).
A partir de la versió d'OS 5.2.1 (que va sortir amb el Tungsten T3, el Tungsten E i el Zire 72), PalmOne, Inc. va treure la seva pròpia versió d'aquesta aplicació, anomenada Contactes

### Calculadora
La Calculadora converteix l'ordinador de butxaca en una calculadora estàndard de 4 funcions amb botons de tres tons morats i blaus que contrasten amb els dos botons vermells per esborrar. Inclou tecles d'arrel quadrada i de percentatge i té una memòria.
També té una opció per mostrar una història dels càlculs executats, com moltes calculadores de cinta de paper que es feien servir antigament.

### Dietari
El Dietari mostra un horari diari o setmanal, o una vista mensual simple. L'horari diari té una línia per a cada hora, entre dues hores del dia que l'usuari pot triar. En clicar en una línia buida es crea una cita nova. Les línies buides s'omplen amb les cites corresponents, i l'hora en què comencen i la seva duració es mostren per omissió amb claudàtors al marge de l'esquerra.
El sistema operatiu pot anunciar una cita amb una alarma, en el moment indicat, minuts, hores o dies abans. Aquestes alarmes també sonen quan la unitat està apagada.
Les cites es poden repetir en un nombre especificat de dies, setmanes, mesos o anys -- i poden contenir notes.
A partir de la versió d'OS 5.2.1 (que va sortir amb el Tungsten T3, Tungsten E, Zire 72), PalmOne, Inc. va treure una versió d'aquesta aplicació, anomenada Calendari. Permet categoritzar els esdeveniments, així com presentar una pantalla breu similar a allò trobava en aparells de PocketPC.

### Despeses
L'aplicació Despeses permet a un usuari seguir les despeses comercials habituals. L'ordinador de butxaca no fa cap total. L'usuari ha de sincronitzar amb un ordinador d'escriptori i veure les dades de les despeses en un full de càlcul (s'inclouen les plantilles per a Microsoft Excel).

### Llibreta de notes
Les Notes de Text permeten escriure notes de fins a 4,000 caràcters, classificades en categories configurables per l'usuari. Les notes es poden ordenar alfabèticament o manualment (que permet a l'usuari escollir l'ordre de les notes). Les Notes de Text només poden incloure text, no dibuixos. Per això, el text en les Notes de Text s'ha d'introduir utilitzant l'alfabet Graffiti.
A partir de la versió d'OS 5.2.1 (que va sortir amb el Tungsten T3, Tungsten E, Zire 72), PalmOne, Inc. va treure una versió d'aquesta aplicació, anomenada Notes, que augmenta aquest límit a 32Kb.

### Tasques
També anomenat Llista de Tasques. 
 És el lloc adequat per crear recordatoris personals i prioritzar les coses que heu de fer.

 Cada element de la Llista de Tasques també pot tenir: una prioritat, categories (per organitzar i agrupar les tasques en grups lògics), adjuntar una Nota (per afegir una descripció o un aclariment de la tasca). 
Les tasques es poden ordenar per: data de venciment, prioritat o categoria.
A partir de la versió d'OS 5.2.1 (que va sortir amb el Tungsten T3, Tungsten E, Zire 72), PalmOne, Inc. va treure una versió d'aquesta aplicació, anomenada Tasques, en la qual les alarmes es poden assignar a tasques, i es poden fer repetir.

## Comunicacions

### Infraroig
Una de les característiques de les màquines amb Palm OS és que venen de sèrie amb un port infraroig, és a dir que es poden comunicar amb altres dispositius que incloguin un port infraroig, com per exemple alguns models d'impressora, ordinadors portàtils i models de telèfon mòbils.
A partir del PalmOS 3.0, que va sortir amb el Palm III, el sistema operatiu inclou suport per comunicacions per infraroig, d'acord amb la norma IRDA.
Una de les limitacions de la comunicació per infraroigs, és que no poden haver obstacles entre els dispositius que es comuniquen. Per a superar aquest inconvenient, més endavant han aparegut noves tecnologies com ara el Bluetooth, així com el Wi-Fi.

### Bluetooth
El Bluetooth és un sistema de connexió sense fil de curt abast (aproximadament 10 metres).
En els darrers temps ha proliferat tant la connexió entre els petits dispositius, i al mateix temps, aquests han anat reduint tant el seu volum, que no és estrany que la munió de cables que fem servir per a connectar-los ocupi gairebé el mateix espai, si no més, que els mateixos dispositius. La tecnologia Bluetooth ha vingut a salvar-nos d'aquesta absurda situació.
A partir del PalmOS 5.0, que va sortir amb el Palm Tungsten T, el sistema operatiu inclou suport per comunicacions per Bluetooth, d'acord amb l'estàndard Bluetooth v1.1, que correspon al 802.15.1 IEEE, que fa servir la mateixa gamma de freqüències (2.4 GHz) que el IEEE 802.11b, tot i que no s'han de confondre.

### Wi-Fi
Els darrers models com ara algunes Sony Clié, el TG50 o el TH55, o la sèrie UX i el TX de Palm, disposen de connexió sense fil de llarg abast, o Wi-Fi. A més existeixen targetes SDIO que permeten dotar d'aquesta capacitat a altres models.

## Altres aplicacions
Hi ha moltes aplicacions interessants per al sistema operatiu Palm OS que es poden afegir. L'agost de 2003, hi havia més de 19.000 aplicacions disponibles per a la plataforma Palm OS, incloent-hi programari lliure (totalment alliberat) com els lectors de documents Plucker i WeaselReader o la base de dades Pilot-DB, tots ells adaptats al català, i shareware (proveu abans de comprar), i aplicacions comercials.

## Resolució de pantalla
També permet múltiples resolucions. El Palm original utilitzava una resolució de 160x160 píxels. Els primers ordinadors de butxaca de terceres marques podien amagar l'àrea d'escriptura (o àrea de grafitti) fins a ocupar 160x250 píxels. Hi ha ordinadors de butxaca amb pantalles d'alta resolució de 320x320 píxels. La gamma Sony Clie o el Tungsten T3 de PalmOne o el Tapwave Zodiac venen amb pantalles d'alta resolució de 320x480 amb àrees de graffitti virtuals. Els Pocket PCs solen tenir resolucions de pantalla de 320x240 píxels, encara que alguns dels models més nous tenen una resolució de 640x480 píxels.

### Palm versus Microsoft (1998)
L'any 1998, Microsoft va decidir anomenar Palm PC la seva propera versió de la plataforma per a ordinadors de butxaca. Llavors Palm va posar una demanda contra Microsoft, que es va veure forçada a canviar-li el nom pel de Pocket PC.

## PalmCAT
PalmCAT fou un col·lectiu virtual, sense afany de lucre, fundat el 2003, que treballava per la normalització de la llengua catalana a la informàtica de butxaca, localitzant programari lliure i documents per a ordinadors de butxaca. El desembre de 2003 va presentar el primer editor de textos en català per a ordinadors de butxaca i la primera aplicació en català publicada per PalmSource.